# Хейдер, Джош
Джош Рональд Хейдер (англ. Josh Ronald Hader, 7 апреля 1994, Миллерсвилл, Мэриленд) — американский бейсболист, питчер команды Главной лиги бейсбола «Милуоки Брюэрс». Участник Матча всех звёзд лиги 2018 и 2019 годов. Лучший реливер Национальной лиги 2018 и 2019 годов. Серебряный призёр Панамериканских игр 2015 года в составе сборной США.

## Карьера
Хейдер родился и вырос в Миллерсвилле, штат Мэриленд. Учился в старшей школе Олд Милл, играл за школьную бейсбольную команду. В выпускной год Джош выиграл 10 игр, а его показатель ERA составил 0,39. В 2012 году на драфте МЛБ он был выбран клубом «Балтимор Ориолс» в 19 раунде. После драфта Хейдер подписал контракт с клубом и начал выступления за «Галф-Кост Ориолс» и «Абердин Айронбёрдз». Сезон 2013 года он начал в составе Делмарвы Шорбёрдз, а 31 июля Ориолс обменяли его в «Хьюстон Астрос».
В 2014 году Хейдер играл в системе «Хьюстона» за «Ланкастер Джет Хокс» и «Корпус-Кристи Хукс», был признан лучшим питчером Калифорнийской лиги. В 2015 году в составе сборной США выиграл серебряные медали Панамериканских игр. Тридцатого июня 2015 года «Астрос» обменяли Хейдера в «Милуоки Брюэрс».
Сезон 2015 года Джош доиграл в составе «Билокси Шакерс» в AA-лиге. Весной 2016 года он принял участие в предсезонных сборах «Брюэрс», а в июне был переведён в команду AAA-лиги «Колорадо-Спрингс Скай Сокс». В этом же сезоне Хейдер принял участие в Матче всех звёзд будущего. После завершения сезона «Брюэрс» включили Джоша в расширенный состав команды.
Десятого июня 2017 года Хейдер дебютировал в Главной лиге бейсбола в игре против «Сент-Луис Кардиналс».
Тридцатого апреля 2018 года в игре с «Цинциннати Редс» Джош стал первым питчером в истории лиги, которому удалось сделать восемь страйк-аутов менее чем за три иннинга. Всего в регулярном чемпионате он одержал шесть побед при одном поражении и сделал двенадцать сейвов. Летом он впервые принял участие в Матче всех звёзд лиги, а по итогам сезона Хейдера назвали Реливером года в Национальной лиге. В плей-офф он провёл десять иннингов в семи матчах, не пропустив ни одного рана. В 2019 году он второй раз подряд вошёл в число участников Матча всех звёзд лиги и снова был признан лучшим реливером Национальной лиги. При этом Хейдер позволил соперникам выбить пятнадцать хоум-ранов, на шесть больше, чем в предыдущем сезоне. Также он неудачно провёл игру уайлд-кард раунда плей-офф против «Вашингтона», пропустив решающие три рана в восьмом иннинге. В 2020 году он принял участие в 21 матче, сделав 13 сейвов и став лучшим в Национальной лиге по этому показателю.